# Transitivität (Grammatik)
Transitivität (von lat. trānsitiō, Hinübergehen, Übergang) ist eine grammatische Eigenschaft, die einem Verb oder insgesamt einer Konstruktion oder einem Satz zugeschrieben werden kann. Transitivität liegt vor, wenn im Satz sowohl ein Subjekt als auch ein (direktes) Objekt vorliegt bzw. vom Verb verlangt wird. Als intransitiv werden Konstruktionen bzw. Verben bezeichnet, die kein (oder, je nach Definition, kein direktes) Objekt haben. Liegen zwei Objekte vor, so nennt man die Konstruktion bzw. das Verb ditransitiv.

## Begriffsvarianten
Der grammatische Begriff der Transitivität kommt in Varianten vor, die sich danach ordnen lassen, wie weit oder eng gefasst die Bedeutung ist:
Transitivität im weitesten Sinn
Transitiv (1) ist ein Verb, wenn es neben dem Subjekt noch ein grammatisches Objekt verlangt (egal welche Art von Kasusmarkierung das Objekt hat). Diese Definition findet sich vor allem in der Sprachtypologie, wo man naturgemäß mit Variation im Ausdruck von Verb-Objekt-Beziehungen zu tun hat.
Transitivität im weiten Sinn
Transitiv (2) ist ein Verb, wenn es neben dem Subjekt noch ein Akkusativobjekt verlangt.
Transitivität im engsten Sinn
Transitiv (3a) ist ein Verb, wenn es neben dem Subjekt ein Akkusativobjekt verlangt und dieses Akkusativobjekt außerdem im Passivsatz zum Subjekt aufrücken kann. (3b): Eine Variante dieser Definition, die geringfügig weiter ist, fordert ein Akkusativobjekt, das auch als Bezugswort eines adjektivischen Partizip Perfekt Passiv dienen kann.
Verben, bei denen sich der Unterschied zwischen Definition (2) und (3) auswirkt, sind statische Verben wie etwas haben / enthalten und Emotionsverben in Sätzen wie Das regt mich auf. Diese Typen von Verben haben Akkusativobjekte (transitiv im Sinne (2)), aber haben keine entsprechenden Passivsätze (nicht transitiv im Sinne (3a)). Manche erlauben jedoch Partizipien („Geld in noch nie gehabten Mengen“) und würden dann nach Definition (3b) doch als transitiv bezeichnet werden.
Abgesehen von Akkusativ-Objekten gibt es bei verschiedenen Verben auch adverbielle oder prädikative Ergänzungen, die ebenfalls Akkusativ tragen können. Diese ergeben aber keine transitive Konstruktion. Die entscheidende Eigenschaft von Akkusativ-Objekten ist, dass hier der Kasus vom Verb regiert ist (wogegen Adverbiale freien Kasus haben und Prädikativa Kongruenzkasus). Für Einzelheiten zu dieser Abgrenzung siehe den Artikel Objekt (Grammatik) und dort verlinkte Artikel.
Für eine Erläuterung, woran man erkennt, dass in einer Sprache Akkusativ als Kasus vorliegt, siehe den Artikel Akkusativsprache.

## Transitive Verben und transitive Sätze
Die Transitivität wird oft als eine Eigenschaft dargestellt, die der Klassifizierung von Verben dient, d. h. Verben, die „ein obligatorisches oder fakultatives direktes (...) Objekt haben.“ Dieser Verweis auf „fakultative Objekte“, ebenso wie die Formulierung „das Verb fordert...“ in den obigen Definitionen, hat den Hintergrund, dass tatsächlich oft ein und dasselbe Verb mit oder ohne Objekt vorkommen kann. Dies kann auch mit leichten Bedeutungsunterschieden verbunden sein:
- Der Hund hat den Briefträger gebissen.
- Vorsicht, der Hund beißt!

Der zweite Beispielsatz hat eine verallgemeinernde Bedeutung, der erste beschreibt eine einzelne Situation. Der Begriff „transitives Verb“ erfordert es also auch, dass Bedingungen bzw. Varianten angegeben werden, in denen ein Objekt weggelassen werden kann, also in denen ein „transitives“ Verb in einer intransitiven Konstruktion vorkommt. Verallgemeinerung oder auch Betonung der Art und Weise eines Geschehens sind Beispiele für Faktoren, die eine Weglassung des Objekts bei an sich transitiven Verben begünstigen.
Des Weiteren gibt es Konstruktionen, in denen ein transitives Verb oberflächlich intransitiv wird, weil das Objekt schon durch eine Wortzusammensetzung im Verb eingebracht wird, siehe hierzu den Artikel Inkorporation (Linguistik).
Der Begriff der transitiven Konstruktion wird auch deswegen eigenständig benötigt, weil ebenso der umgekehrte Fall möglich ist, dass ein Akkusativobjekt bei einem intransitiven Verb vorkommt. Ein solcher Fall sind intransitive Verben, bei denen quasi die Verbbedeutung als Objekt verdoppelt wird (Etymologische Figur), z. B. „einen heldenhaften Kampf kämpfen“. Ein anderer Fall entsteht dadurch, dass das Verb noch ein resultatives Adjektiv bei sich hat:
- Er hat den Teller leergegessen.

In dieser Konstruktion liegt die intransitive Variante des Verbs „essen“ vor, denn der Teller ist nicht das Objekt, das gegessen wird. Das Akkusativobjekt „Teller“ bezieht sich im engeren Sinn nur auf „leer“, der Zusatz dieses Adjektivs bringt also das Objekt ein. Sinngemäß wäre die Gliederung: „[den Teller leer] essen“, d. h. „Essen (intr.) bewirkt, dass der Teller leer wird“. Erst auf der Ebene des zusammengesetzten Prädikats „leer-essen“ liegt Transitivität vor.

## Verb-Alternationen und Transitivität
Weiter können transitive und intransitive Konstruktionen nebeneinander bestehen, die oberflächlich so aussehen, als würden sie dasselbe Verb enthalten. Dies ergibt sich, wenn eine Kausativform („bewirken, dass …“) eines „zunächst“ intransitiven Verbs (lautlich) mit diesem zusammenfällt (was teils auf die lautliche Entwicklung der Sprache zurückgeführt wird):
- Das Kind zerbricht den Teller. (transitiv, bewirkt:) Der Teller zerbricht. (intransitiv)
- Die Mutter kocht die Milch. (transitiv, bewirkt:) Die Milch kocht. (intransitiv)
- Die Sonnenstrahlen schmelzen die Schneemänner. (transitiv, bewirkt:) Die Schneemänner schmelzen. (intransitiv)

Während jedoch oben ein „grundsätzlich“ transitives Verb (fakultatives Objekt) als intransitiv gebraucht erscheint, legt jedenfalls die historische lautliche Entwicklung der Kausativform im Fall „schmelzen“ die Auffassung nahe, dass links und rechts verschiedene Verben mit unterschiedlicher Bedeutung stehen (transitive und intransitive „Variante“), bei denen („zufälligerweise“) Homophonie/Homographie vorliegt, wie bei „Ball“, der ein Spielgerät oder eine Tanzveranstaltung sein kann. Das eine Verb ist typisch transitiv, das andere typisch intransitiv. Ein analoges Beispiel ohne Homophonie ist
- Die Mutter setzt das Kind in den Kindersitz. (transitiv, bewirkt:) Das Kind sitzt im Kindersitz. (intransitiv)

## Transitivität als semantische Eigenschaft
Um Transitivität auch semantisch beschreiben zu können, verwenden Hopper/Thompson (1980: 252) folgende semantische Merkmale, die in einzelnen Sätzen gegeben sein können oder auch nicht (in deutscher Übersetzung):
|                                                | hohe Transitivität     | niedrige Transitivität |
| ---------------------------------------------- | ---------------------- | ---------------------- |
| Aktionsart                                     | telisch                | atelisch               |
| Punktualität                                   | punktuell              | nicht-punktuell        |
| Affirmation                                    | affirmativ             | negativ                |
| Betroffenheit des Objekts (engl. affectedness) | total betroffen        | nicht betroffen        |
| Individualisierung des Objekts                 | stark individualisiert | nicht individualisiert |